# Sizzy Rocket
Сабріна Луїза Бернстайн (Sizzy Rocket) — американська співачка і автор пісень (народжена 16 квітня 1992). В 2016 році вона випустила свій дебютний альбом «THRILLS» і гастролювала по всій країні, в якості розігріву для Kitten. В 2016 році, Sizzy відкрила незалежний лейбл/бренд Diet Punk Records, через який, також випускає вже свій другий проект, Shiny Wet Machine — панк група, створена спільно з The Kick-Drums.

## Дискографія

### Альбоми
- THRILLS (2016)
- Hot Summer (2017)
- Mullholand (2018)

### Сінгли
- Kingpin (2015)
- Queen (Perfume Genius Cover) (2015)
- Dope (2017)
- Still (2017)
- Amphetamine (2017)

### Інші проєкти
- Shiny Wet Machine (2016–теперішній час)